# Lupara (arma)

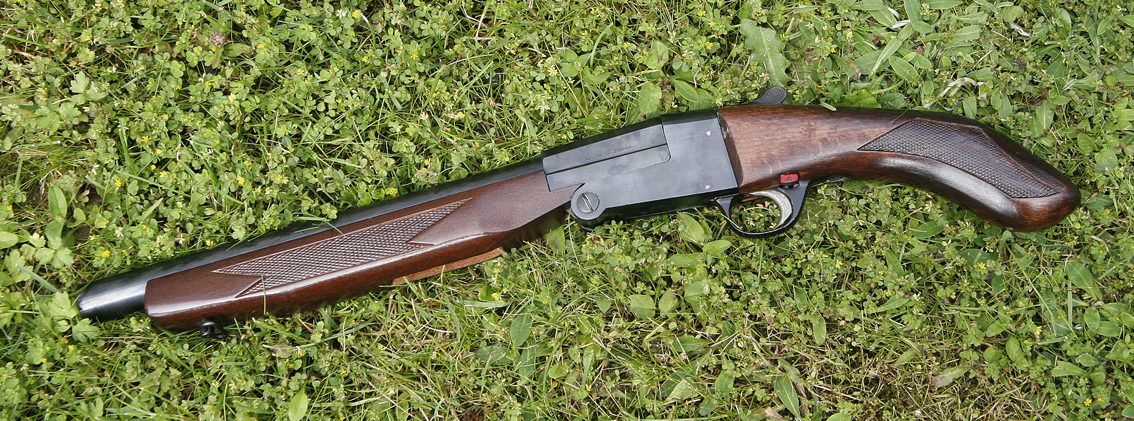
Um exemplar da Lupara

Lupara é um termo italiano que se refere a um tipo de escopeta de cano serrado e de ação basculante (break-action), usada na caça a lobos e javalis. O termo também é difundido (junto ao termo "lupara bianca") no jornalismo investigativo italiano que cobre a Cosa Nostra e demais Máfias.

## Etimologia
O nome "Lupara" deriva do fato da arma ser muito usada na caça ao lobo ("Lupo" em italiano).[carece de fontes?] De acordo com algumas fontes próximas à 'Ndrangheta (máfia calabresa) o termo "Lupara" não diz respeito ao tipo de escopeta, e sim  a maneira de preparar a munição, que são amarrados com arame de aço para aumentar o efeito destruidor sobre a carne das vítimas. Esta é a razão pela qual, em um assassinato, o "método lupara" é imediatamente reconhecido, embora a arma seja raramente encontrada. O escritor Giuseppe Tomasi di Lampedusa, em "Il Gattopardo", também usa o termo para indicar a munição e não a escopeta.

## Utilização do termo
É um termo muito usado na crônica jornalística italiana, sobretudo a partir dos anos de 1960, sendo muito difundido nos crimes cometidos pela Máfia. No mesmo contexto jornalístico se usa a expressão "lupara bianca", para os delitos que, pela forma de execução, resultam no desaparecimento do corpo da vítima.